# Парк «Покровський» (Ірпінь)
Парк «Покровський» — парк на розі вулиць Покровської, Котляревського та Полтавської в місті Ірпені. Перший в Україні парк дерев'яних скульптур.
Створений 2016 року на базі соснового лісу. Площа парку — 2 гектари.
Особливістю парку є дерев'яні фігури різних звірів, героїв мультфільмів та казок, створені майстрами з різних регіонів України: Рівненщини, Київщини, Чернігівщини, Харківщини, Івано-Франківщини, Закарпаття.
В парку встановлені 30 дерев'яних фігур. Найбільшу їх кількість — 16 — створив різб'яр з Верховини Олег Пилип'юк. Автором найвищої скульптури є Микола Бондарчук з міста Дубно.
На західній околиці парку (вул. Котляревського, 50 А) розміщується церква Покрови Божої Матері ПЦУ.

## Галерея

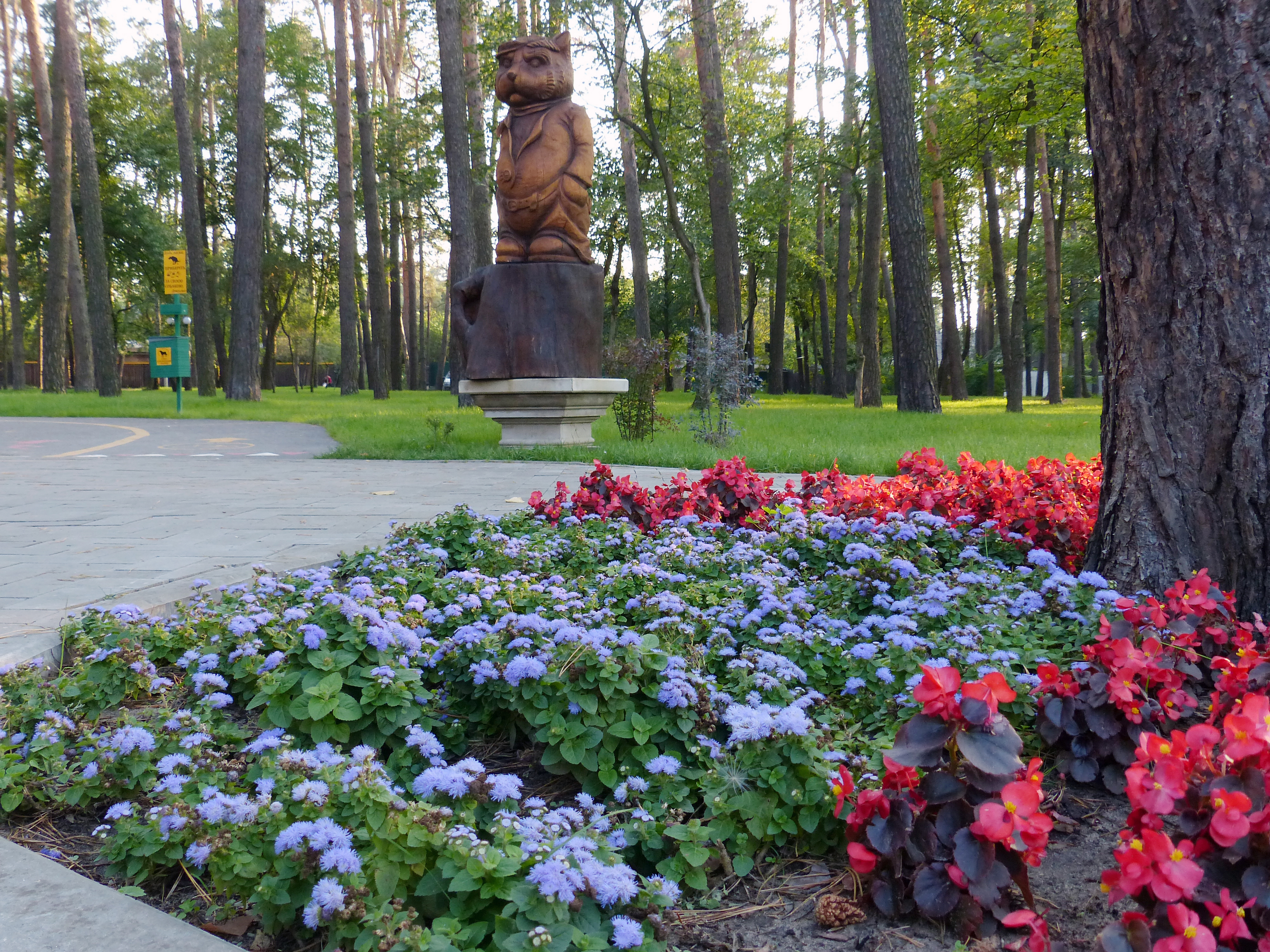
У парку